# Griffina Haličská
Griffina Haličská (1248? – mezi 1305 a 1309) byla vévodkyně krakovská a sandoměřská z dynastie Rurikovců.

## Život
Narodila jako dcera Anny, dcery uherského krále Bély IV., a knížete Rostislava Michajloviče z rodu Rurikovců. Po otci byla vnučkou sv. Michala a po matce byla potomkem nikájských císařů z rodu Laskarisů. Její sestrou byla Kunhuta Uherská, druhá manželka Přemysla Otakara II.
Roku 1265 byla Griffina provdána za knížete Leška Černého z kujavské větve Piastovců. Stala se tak vévodkyní krakovskou a sandoměřskou. V době třetího tatarského vpádu do Polska utekla spolu s manželem do Uher. Bezdětné manželství skončilo Leškovou smrtí v roce 1288, k rozluce manželství ale došlo už v letech 1271–1274 údajně z důvodu manželovy impotence.
Po smrti Leška Černého Griffina pomohla svému synovci, českému králi Václavovi II. při expanzi do Polska. V rozmezí let 1300–1303 na Budyni trávila čas s Václavovou mladinkou manželkou, dědičkou Polska Eliškou Rejčkou, které dělala společnici a zároveň ji vychovávala. Zemřela pravděpodobně roku 1309 a byla pochována v pražském Anežském klášteře.